# 孔思誠
孔思誠（?—?），字致道，元朝曲阜县（今山东省曲阜市）人。孔子五十四代孫，孔拂玄孙，孔元用曾孙，孔之全之孙，孔治之子。
元世祖至元二十二年（1285年），孔治为奉训大夫、单州防御使。孔思誠继承为曲阜县尹。元成宗大德十一年（1307年）十二月十五，孔治去世，孔思誠袭封衍圣公。孔氏族人说孔思誠不是孔子嫡裔，请求朝廷任命孔思晦为衍圣公。元仁宗查阅孔氏谱牒，延祐三年（1316年），孔思誠只担任曲阜县尹，由孔思晦袭封衍圣公的爵位，之后孔思诚历任国子监、安庆路推事、知恩州、江南湖北道肃政廉访司佥事、朝列大夫知濮州。其子孔克钦，世袭曲阜县尹。后代为仙源户、南泉户、齐王户、盛果户。
| 前任者： 孔治 | 元朝衍圣公 1307年—1316年 | 繼任者： 孔思晦 |

## 参看
- 孔子
- 孔子世家大宗世系
- 孔子世家大宗世系图
- 孔子世家二十派至分六十户世系图